# Sadije Toptani
Sadijé Toptani (ur. 28 sierpnia 1876 w Tiranie, zm. 25 listopada 1934 tamże) – Królowa Matka Albanii w latach 1928–1934.
Członkini wpływowej albańskiej rodziny Toptanich, siostra Esada Paszy Toptaniego. Została żoną Xhemala Paszy Zogu i matką prezydenta i pierwszego króla Albanii Ahmeda Zogu. Po jego koronacji w 1928 roku przyjęła tytuł Królowej Matki, który nosiła do śmierci w roku 1934.